# August Boeckh

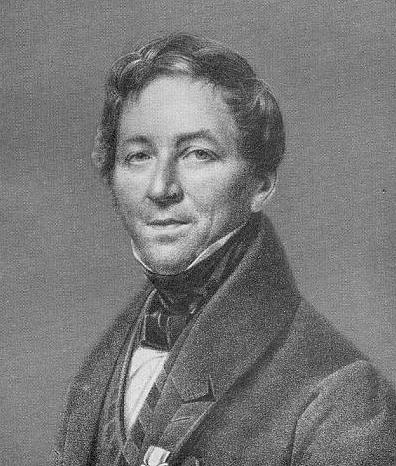
August Boeckh

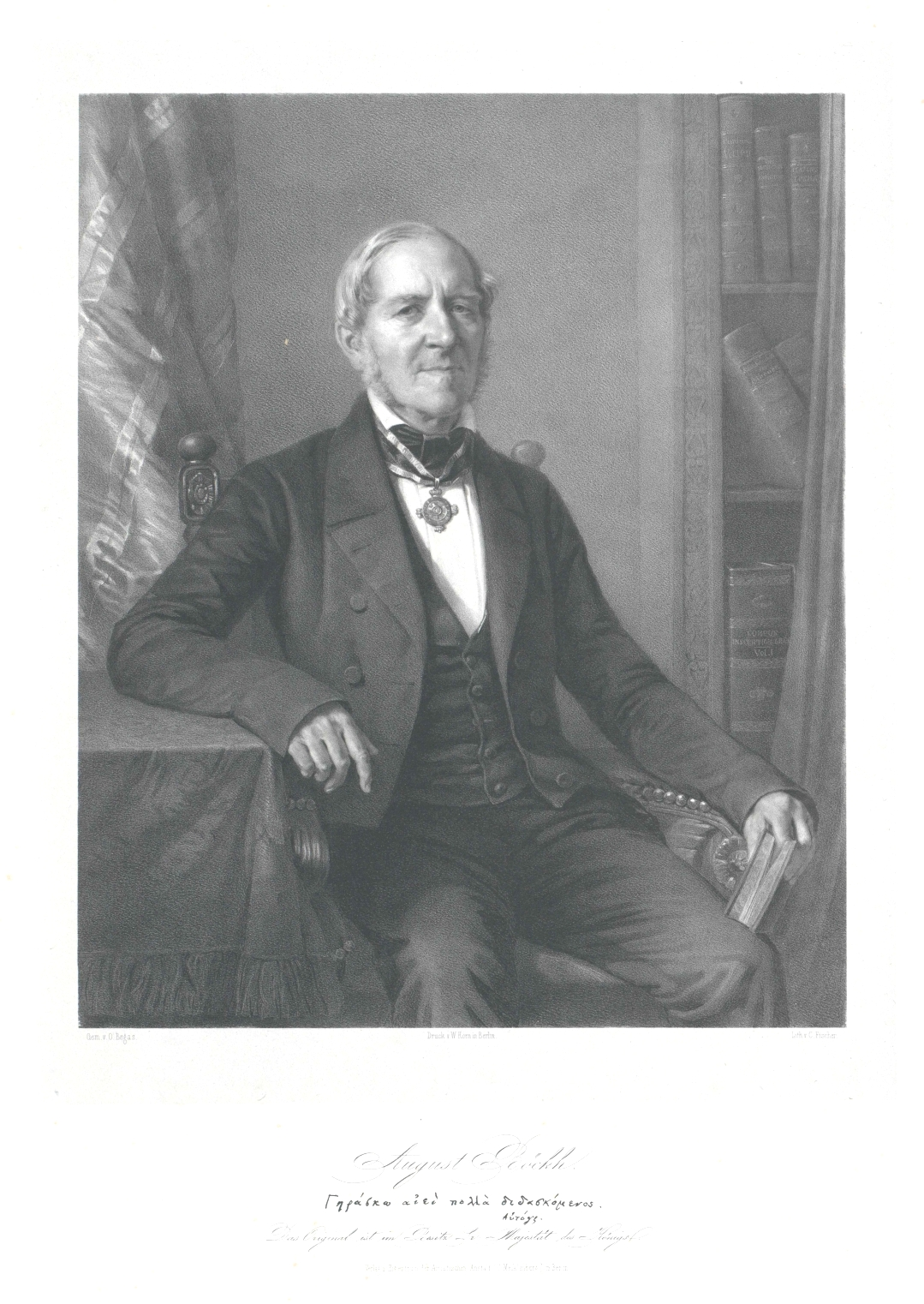
August Boeckh, Lithographie von C. Fischer nach Oscar Begas

August Boeckh (oft auch Böckh, * 24. November 1785 in Karlsruhe; † 3. August 1867 in Berlin) war ein deutscher Klassischer Philologe und Altertumsforscher.

## Leben

### Jugend und Ausbildung
August Boeckh war das jüngste von sechs Kindern. Sein Vater, Georg Matthäus Boeckh, war als Hofratssekretär und kaiserlicher Notar Beamter in markgräflich-badischen Diensten. Auch sein Bruder Christian Friedrich von Boeckh schlug die Beamtenlaufbahn ein und wurde badischer Finanzminister (1828) und Ministerpräsident (1844). Sein Onkel war der Theologe und Schriftsteller Christian Gottfried Boeckh. 1790, nur fünf Jahre nach Boeckhs Geburt, starb sein Vater.
Nachdem Boeckh ab 1791 in Karlsruhe das altsprachliche Gymnasium, welches später seiner Meinung nach der einzige Zugang zur Universität und den altertumswissenschaftlichen Studien sein sollte, besucht hatte, studierte er ab 1803 in Halle an einer der zur damaligen Zeit führenden Universitäten zunächst evangelische Theologie. Doch unter dem Eindruck des Altphilologen Friedrich August Wolf brach er das Theologiestudium ab und begann Philologie zu studieren. Hierin promovierte er am 15. März 1807 mit der Abhandlung über antike Musik De harmonice veterum. In Halle hörte er auch beim Philosophen Friedrich Schleiermacher, dessen Lehre zu Platon ihn beeindruckte. 1806/07 war er als Lehrer am Gymnasium zum Grauen Kloster in Berlin tätig.
Im Oktober 1807 wurde er an der Universität Heidelberg mit der Arbeit Specimen editionis Timaei Platonis dialogi habilitiert und umgehend zum außerordentlichen Professor der Philologie ernannt. Nachdem er 1809 einen Ruf an die Albertus-Universität Königsberg abgelehnt hatte, erfolgte 1809 die Beförderung zum ordentlichen Professor. Im gleichen Jahr heiratete er Dorothea Wagemann (1790–1829). Nach ihrem Tod ehelichte er 1830 Anna Louisa Taube (1790–1864).

### Lehre
Im Oktober 1810 erhielt Boeckh einen Ruf nach Berlin als Professor für Beredsamkeit und klassische Literatur, den er zu Ostern 1811 antrat. Neben ihm gehörten unter anderem auch Christoph Wilhelm Hufeland, Carl Ritter, Friedrich Carl von Savigny und Albrecht Daniel Thaer zu den ersten Professoren der 1810 gegründeten Berliner Universität. August Boeckh hielt hier mehr als 120 Semester lang Vorlesungen ohne Unterbrechung, wurde insgesamt sechs Mal Dekan und übte fünf Mal das Amt des Rektors aus (1825/26, 1830/31, 1837/38, 1846/47 und 1859/60). 1812 gründete er das philologische Seminar, das er bis 1867 leitete. Im gleichen Jahr wurde er ordentliches Mitglied der Königlich-Preußischen Akademie der Wissenschaften, welche seiner Meinung nach auch Großprojekte betreuen sollte.
Im Jahr 1815 initiierte er das Corpus Inscriptionum Graecarum (CIG), mit dem die wissenschaftlich betriebene Epigraphik begann. Hierin sichtete er in kürzester Zeit die bis dahin vorhandenen griechischen Inschriften und ordnete sie nach Landschaften. Nachdem 1825 das erste Heft des CIG erschien (bis 1859 wurden vier Bände herausgegeben), äußerte der Leipziger Philologe Gottfried Hermann ungewöhnlich scharf Kritik daran. Allerdings arbeitete Boeckh bei seiner Sammlung der griechischen Inschriften nur mit Abschriften und hielt es nicht für notwendig, die Inschriften selbst zu betrachten oder von ihnen genaue Abbildungen zu erstellen. Aus dem Disput mit Hermann, dem sich die wissenschaftlichen Schüler beider Kontrahenten anschlossen, erwuchs eine längere, auch mit persönlichen Angriffen geführte Auseinandersetzung über das Selbstverständnis und die Definition der (Klassischen) Philologie.
In seiner Leitungsfunktion erhielt Böckh im Jahr 1860 die Zuwendung von 2000 Talern eines reichen Kaufmanns mit der Bitte, dies als Grundlage einer Stiftung zu betrachten, die den Namen Böckh-Stiftung tragen sollte, und aus deren Zinsen jährlich ein Stipendium an zwei jüdische Studentinnen vergeben werden solle; der Name des Gebers solle nicht bekannt werden. Böckh gelang es aber, den Spender Leonor Reichenheim zu kontaktieren und zu überreden, dass die Stiftung den gemeinsamen Namen Bökh-Reichenheim-Stiftung trug.

### Erste Veröffentlichungen
Neben dem Interesse für die Theologie und Philologie beschäftigte sich Boeckh auch mit „den exakten Wissenschaftsbereichen“. So befasste sich denn auch Boeckhs nächstes Werk Die Staatshaushaltung der Athener mit der „Erforschung der Preise, Löhne, Zinsen, der Einkünfte und Ausgaben wie der Finanzverwaltung Athens“. Dieses Opus schrieb er zum einen auf Anregung von Barthold Georg Niebuhr, der das Kapitel über die griechische Staatswirtschaft im letzten Band von Arnold Heerens Ideen über Politik, den Verkehr und den Handel der vornehmsten Völker der alten Welt kritisiert hatte, und zum anderen, da er ursprünglich ein Gesamtbild des griechischen Altertums unter dem Titel „Hellen“ darstellen wollte, aber aufgrund mangelnder Vorarbeiten im Finanzwesen Athens hängen blieb.
1838 erschien dann das Buch Metrologische Untersuchungen über Gewichte, Münzfüsse und Masse des Alterthums in ihrem Zusammenhange in Berlin. Darin stellte er als erster einen Überblick „über die Maße im einzelnen sowie ihre Entstehung und Verknüpfung als Ergebnis verschiedener ökonomischer und politischer Entwicklungen im Mittelmeerraum“ dar, wobei auch hier seine Arbeit auf Inschriften basierte. Damit gilt er für Reinhard Schumacher als Begründer der historischen Metrologie. Wichtig ist seine Entdeckung des Unterschieds zwischen vorgefundenen und beabsichtigten Verhältnissen.

### Weitere Funktionen
Zwischen 1835 und 1861 war er Sekretär der Philosophisch-historischen Klasse der Berliner Akademie. Diese Klasse vereinte vor allem Philosophen und Historiker aller Richtungen, aber auch Philologen, Kultur- und Sprachwissenschaftler, Theologen, Juristen und Nationalökonomen, Psychologen und Soziologen.
Sein Lehrer F. A. Wolf hatte seit 1785 Vorlesungen unter dem Titel Encyclopaedia philologica in Halle gehalten und veröffentlichte auf dieser Grundlage die Darstellung der Alterthumswissenschaft. Eine ähnliche sich über 26 Vorlesungen hinziehende Einführungsreihe gab auch Boeckh mit dem Thema Philologische Encyclopädie. Er knüpfte damit an Wolf an, versuchte aber gleichzeitig seine Veränderungen an dessen Modell hervorzuheben.
Boeckh war der erste, welcher der höheren Auffassung der Philologie Geltung verschaffte, wonach dieselbe in der umfassenden Kenntnis und Reproduktion des Altertums in seiner Gesamtheit bestehen soll.

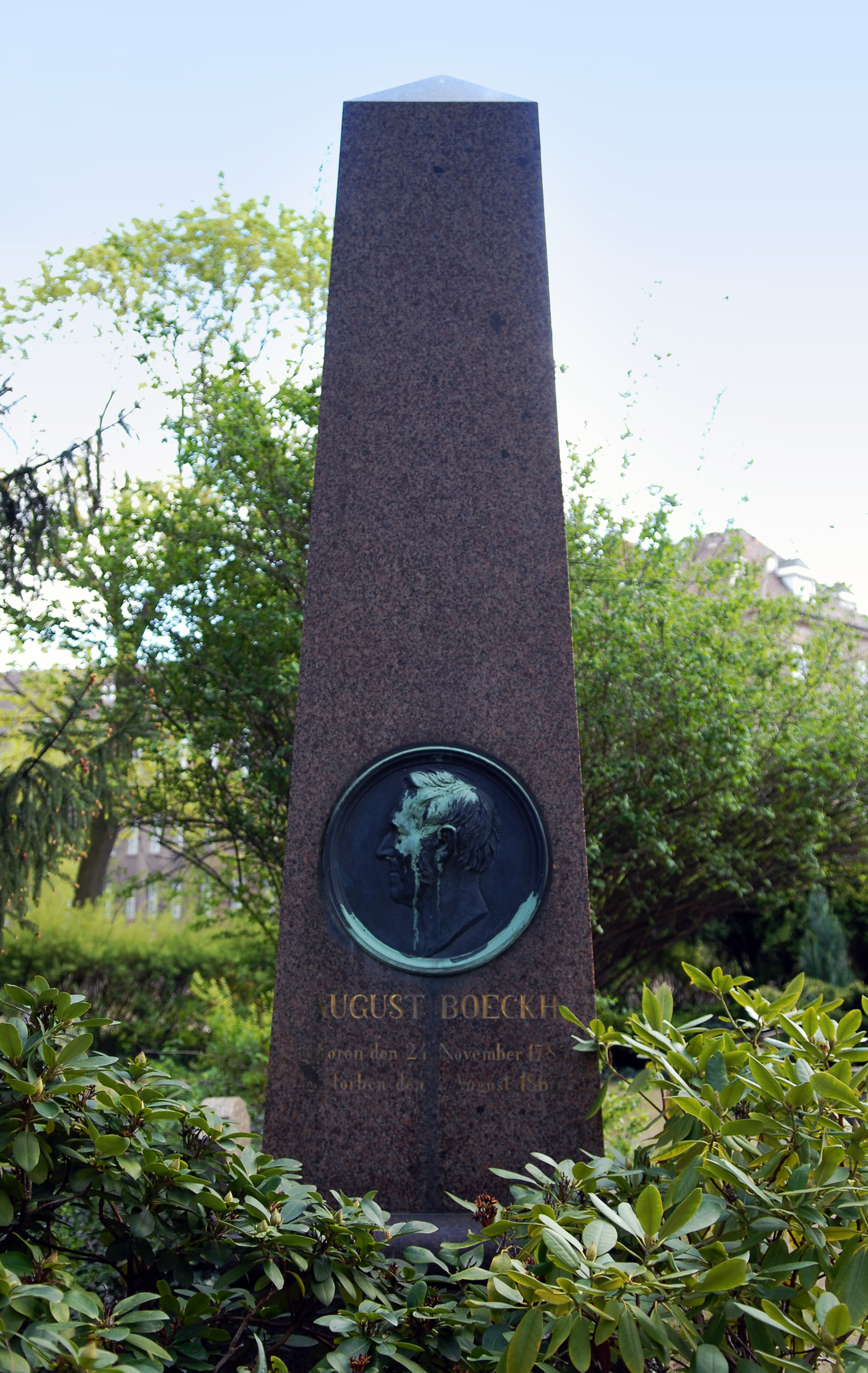
Ehrengrab von August Boeck auf dem Dorotheenstädtischen Friedhof in Berlin-Mitte

Boeckh starb am 3. August 1867 im Alter von 81 Jahren in Berlin an den Folgen eines Schlaganfalls. Er wurde auf dem Dorotheenstädtischen Friedhof beigesetzt. Den Grabstein in Form eines Obelisken mit Portraitmedaillon schuf Reinhold Begas. Die letzte Ruhestätte von August Boeckh (Grablage: COZ-1-1) ist als Ehrengrab des Landes Berlin gewidmet. Da Boeckh Ehrenbürger von Berlin war, ist die Widmung – im Unterschied zur großen Mehrzahl der Berliner Ehrengräber – zeitlich nicht befristet.
Zu Boeckhs bedeutendsten Schülern zählen Johann Gustav Droysen, Moritz Hermann Eduard Meier und Karl Otfried Müller, aber auch der spätere Afrikaforscher und Geograph Heinrich Barth, der 1843 bei Boeckh mit einer Arbeit zur Handelsgeschichte von Korinth promoviert wurde und sich drei Jahre später mit einer Arbeit über den antiken Mittelmeerraum als kulturelle Einheit habilitierte.

## Ehrungen und Mitgliedschaften

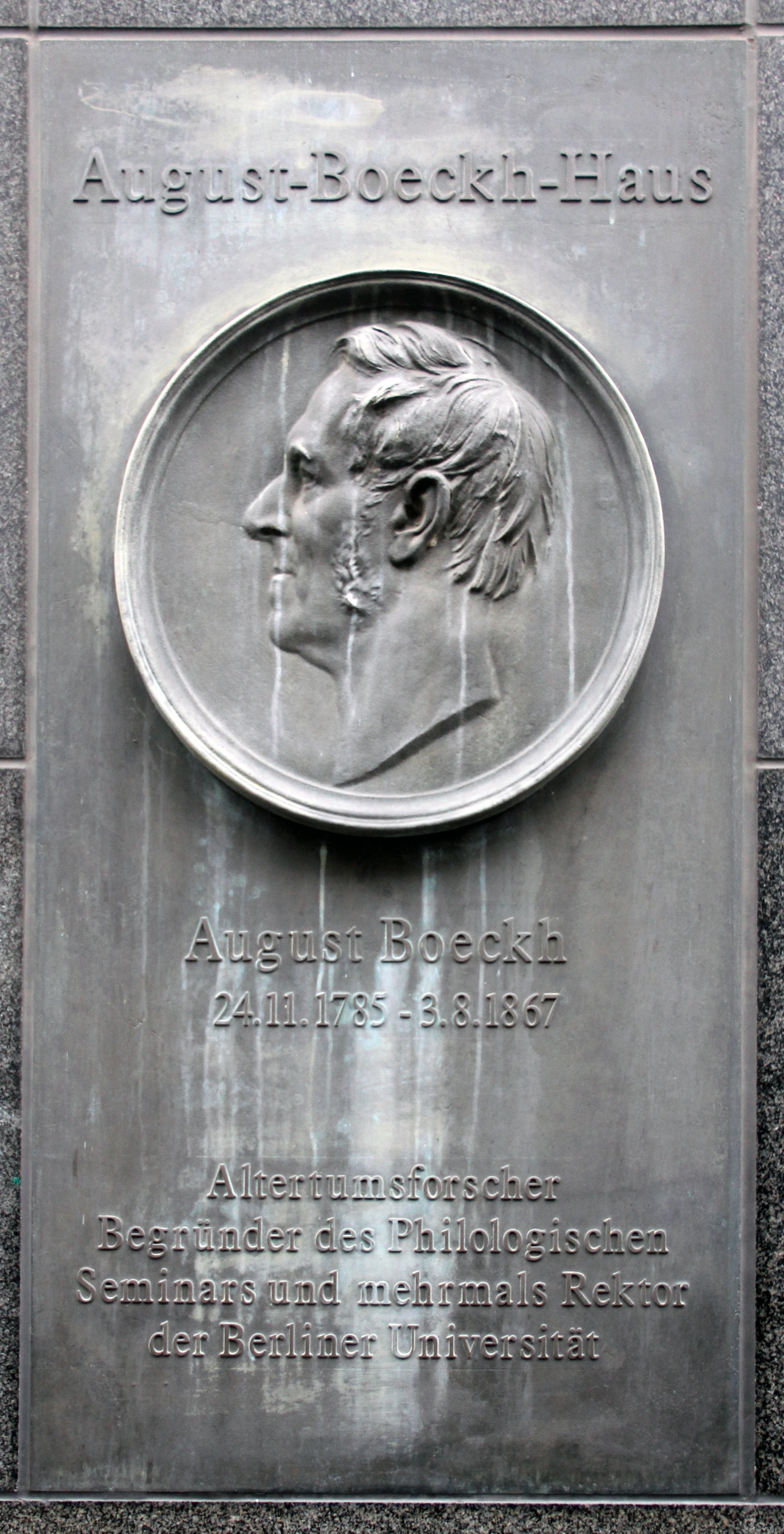
Gedenktafel am Haus Dorotheenstraße 65 in Berlin-Mitte

1828 erhielt er den Roten Adlerorden 3. Klasse, 1840 die 2. Klasse und 1857 die 1. Klasse. Am 31. Mai 1842 wurde Boeckh der Orden Pour le mérite für Wissenschaften und Künste verliehen, 1862 wurde er Vizekanzler des Ordens, am 13. März 1867 wurde er zum Kanzler des Ordens ernannt. Im Jahre 1853 erhielt er den Bayerischen Maximiliansorden für Wissenschaft und Kunst.
Boeckh war Mitglied zahlreicher gelehrter Gesellschaften und Akademien, so etwa
- 14. Mai 1814 ordentliches Mitglied der Königlich Preußischen Akademie der Wissenschaften
- 1820 auswärtiges Mitglied der Königlich Bayerischen Akademie der Wissenschaften[9]
- 1830 auswärtiges Mitglied der Gesellschaft der Wissenschaften zu Göttingen
- 1830 korrespondierendes Mitglied der Königlich Niederländischen Akademie der Wissenschaften
- 1831 auswärtiges Mitglied der Académie des inscriptions et belles-lettres
- 1844 korrespondierendes Mitglied der Kaiserlich Russischen Akademie der Wissenschaften[10]
- 1853 Foreign honorary member der American Academy of Arts and Sciences
- 1855 auswärtiges Mitglied der Wiener Akademie der Wissenschaften

Am 15. März 1857, anlässlich seines 50. Dienstjubiläums, wurde er Ehrenbürger von Berlin. Die Böckhstraßen in Berlin-Kreuzberg und in Karlsruhe sind nach ihm benannt. 2005 wurde das nach ihm benannte August-Boeckh-Antikezentrum als interdisziplinäres Zentrum der Humboldt-Universität für Altertumswissenschaften gegründet.

## Veröffentlichungen (Auswahl)

### Hauptwerke
- Die Staatshaushaltung der Athener. 2 Bände, Realschulbuchhandlung, Berlin 1817 (englische Übersetzung von George Cornewall Lewis, London 1828; 2. Auflage 1842; französische Übersetzung von A. Laligant, Paris 1828); 2. Auflage Reimer, Berlin 1851–1852; 3. Auflage 1886 (hrsg. von Max Fraenkel).
- Corpus Inscriptionum Graecarum. 2 Bände, Berlin 1828–1843 (Bd. 3 u. 4 von Johannes Franz, Ernst Curtius und Adolf Kirchhoff; Indexband von Hermann Röhl).
- Metrologische Untersuchungen über Gewichte, Münzfuße und Maße des Altertums. Veit, Berlin 1838 (abgedruckt in: Staatshaushaltung der Athener, 2. Auflage 1851–1852).
- Urkunden über das Seewesen des attischen Staats. Reimer, Berlin 1840 (abgedruckt in: Staatshaushaltung der Athener, 2. Auflage 1851–1852).

### Übersetzungen/Editionen
- mit Georg Ludolf Dissen: Pindari opera quae supersunt. 2 Bände in 4 Teilen, Weigel, Leipzig 1811–1821.
- Des Sophokles Antigone, griechisch und deutsch. Veit, Berlin 1843 (2. Auflage Leipzig 1884).

### Kleinere Schriften
Auch die Memoiren der Berliner Akademie, die Dissertationen der Philologischen Gesellschaft und andere Zeitschriften enthalten zahlreiche Aufsätze von Boeckh. Daneben hat er als Professor der Beredsamkeit an der Universität, sowie als erster Sekretar der Berliner Akademie, eine Reihe ausgezeichneter Reden in lateinischer und deutscher Sprache gehalten. Diese Kleinen Schriften wurden von Ferdinand Ascherson, Ernst Bratuscheck und Paul Eichholtz gesammelt herausgegeben (Leipzig 1858–1874, 7 Bände). Boeckh hatte auch wesentlichen Anteil an der neuen Ausgabe der Werke Friedrichs des Großen. Aus den Originalheften seiner 1809 bis 1865 gehaltenen Vorlesungen veröffentlichte Bratuscheck 1877 die Encyklopädie und Methodologie der philologischen Wissenschaften.
- In Platonis qui vulgo fertur Minoem eiusdemque libros priores de legibus commentatio. Halle 1806 (Digitalisat).
- Graecae tragoediae principum, Aeschyli, Sophoclis, Euripidis, num ea quae supersunt et genuina omnia sint. Heidelberg 1808.
- Die Versmaße des Pindar. Berlin 1809.
- De metris Pindari, libri III. quibus praecepta artis metricae & musices graecorum docentur; cum notis criticis in Pindari carmina. Weigel, Leipzig 1814 (Digitalisat).
- Philolaos des Pythagoreers Philolaos Lehren nebst den Bruchstücken seines Werkes. Vossische Buchhandlung, Berlin 1819 (Digitalisat).
- Manetho und die Hundssternperiode. Ein Beitrag zur Geschichte der Pharaonen. Berlin 1845 (zuerst in: Zeitschrift für Geschichtswissenschaft 2, 1844, S. 385–556).
- Untersuchungen über das kosmische System des Platon. Berlin 1852.
- Zur Geschichte der Mondcyklen der Hellenen. Leipzig 1855.
- Epigraphisch-chronologische Studien. Zweiter Beitrag zur Geschichte der Mondcyclen der Hellenen. Leipzig 1856 (= Separatdruck aus: Jahrbücher für classische Philologie Supplementband 2, 1856–1857, S. 1–176).
- Über die vierjährigen Sonnenkreise der Alten, vorzüglich den Eudoxischen. Ein Beitrag zur Geschichte der Zeitrechnung und des Kalenderwesens der Aegypter, Griechen und Römer. Berlin 1863.
- Encyklopädie und Methodologie der philologischen Wissenschaften. Teubner, Leipzig 1877 (archive.org).
- Encyklopädie der Philologie. Historisch-kritische Ausgabe in 3 Bänden. Meiner, Hamburg 2023, ISBN 978-3-7873-4315-7.

### Briefe
- Antiquarische Briefe von A. Böckh, I. W. Loebell, Th. Panofka, F. von Raumer und H. Ritter. Hrsg. von Friedrich von Raumer. Brockhaus, Leipzig 1851.
- Briefwechsel zwischen August Böckh und Karl Otfried Müller. Teubner, Leipzig 1883 (archive.org).
- Briefwechsel Friedrich Schleiermachers mit August Boeckh und Immanuel Bekker 1806–1820. Hrsg. von Heinrich Meisner. Litteraturarchiv-Gesellschaft, Berlin 1916.
- Alexander von Humboldt / August Böckh. Briefwechsel. Hrsg. von Romy Werther. Akademie-Verlag, Berlin 2011, ISBN 978-3-05-005053-9.